# Cyaniris bize
Cyaniris bize är en fjärilsart som beskrevs av Johann Andreas Benignus Bergsträsser 1779. Cyaniris bize ingår i släktet Cyaniris och familjen juvelvingar. Inga underarter finns listade i Catalogue of Life.